# Unified EFI Forum
Unified EFI Forum(ユニファイド エクステンシブル ファームウェア フォーラム、Unified Extensible Firmware Interface Forum, UEFI Forum) は、PCやワークステーションの起動処理（ブート）に関する技術開発とその標準化を行うための標準化団体である。

## 概要
UEFIフォーラムは、11の主幹事企業 (Promoters)と18の協力企業 (Contributors)、124の賛同企業 (Adopters) から構成されている。 主幹事企業は、アドバンスト・マイクロ・デバイセズ (AMD)、アメリカンメガトレンド、Apple、デル、ヒューレット・パッカード (HP)、IBM、Insyde Software、インテル、レノボ、マイクロソフト、フェニックステクノロジーズであり、事務局の担当者の所属から、インテルが主要な役割を果たしているのが判る。
このアライアンスの目的は、旧来のPC BIOSをUEFIで置き換えることにある。フォーラムでは、"Unified Extensible Firmware Interface"の規格として、ブートローダー、  ファームウェアとオペレーティングシステムの間のインターフェースを定義し公開している。これらはインテルで開発された"EFI specification"が元になっている。さらに、ファームウェア内のアーキテクチャーで、ファームウェアとハードウェアのインターフェースを指す"Platform Initialization (PI) specification"や、規格適合を確認するための"Self-Certification Test suites"も策定している。

## 新規格
- UEFI Specification version 2.8
- UEFI Shell Specification version 2.2
- UEFI Platform Initialization Specification version 1.7
- ACPI Specification 6.3

## 旧規格
- UEFI Specification version 2.0, 2.1, 2.2
- UEFI Platform Initialization Specification version 1.0, 1.1